# Ivan Križaj
Ivan Križaj, slovenski nogometaš in partizan, * 14. junij 1918, Podnart, † 16. maj 1944, Bukovščica.

## Življenjepis
Rojen je bil v delavski družini in se izučil za ključavničarja, zaposlil se je v tovarni Jugočeška. Bil je član Sokola v Naklem, kjer je telovadil in igral nogomet. Bil je med ustanovitelji nogometnega kluba Slovan in leta 1938 med podpisniki uradne ustanovitve Sportskega kluba Slovan. Bil je prvi vratar nogometnega moštva. 
Okupacijo je dočakal kot vojak in tako je postal ujetnik, do 26. junija 1942 je bil v Hamburgu. Potem je bil izpuščen in se je zaposlil v Stražišču. Povezal se je z OF. Marca 1944 je odšel v partizane, bil je v minerski četi Gorenjskega odreda. Večkrat je sodeloval pri miniranju proge Kranj - Jesenice. Postal je kandidat za člana KPJ. 
Ubit je bil maja istega leta, ko so jih Nemci napadli iz zasede.